# Frank Zöllner
Frank Zöllner, né le 26 juin 1956 à Brême, est un historien de l'art allemand, spécialiste de la Renaissance italienne, en particulier de Sandro Botticelli, de Léonard de Vinci et de Michel-Ange. Il est membre de l'Académie des sciences de Saxe depuis 2013.

## Biographie
Après avoir étudié l'histoire de l'art entre 1977 et 1981, Frank Zöllner est fellow de l'institut Warburg, à Londres, de 1983 à 1985. Ayant obtenu son diplôme de l'université de Hambourg en 1987, il travaille entre 1988 et 1992 comme assistant de recherche à la  Bibliotheca Hertziana de Rome. À partir de 1996, il est professeur d'histoire de l'art médiéval et moderne à l'université de Leipzig.

## Publications
- Vitruvs Proportionsfigur. Quellenkritische Studien zur Kunstliteratur des 15. und 16. Jahrhunderts. Worms 1987
- Leonardo's Portrait of Mona Lisa del Giocondo Gazette des Beaux-Arts 121(S.)115–138. 1993 DOI 10.11588/artdok.00004207 ISSN 0016-5530
- Leonardo da Vinci. Mona Lisa. Das Porträt der Lisa del Giocondo. Legende und Geschichte. Frankfurt 1994. (feat.)
- La Battaglia di Anghiari di Leonardo da Vinci fra mitologia e politica. Lettura Vinciana 1997
- Bilder des Frühlings und der Liebe: Die mythologischen Gemälde Sandro Botticellis. Munich/New York 1998
- Leonardo da Vinci. Benedikt Taschen Verlag Cologne 1999  (ISBN 3-8228-6363-7)
- Michelangelos Fresken in der Sixtinischen Kapelle. Gesehen von Giorgio Vasari und Ascanio Condivi. Freiburg im Breisgau 2002 (Rombach Wissenschaften, Quellen zur Kunst, Bd. 17)
- Léonard de Vinci, 1452-1519 : tout l'œuvre peint et graphique  (trad. de l'allemand par Wolf Fruhtrunk), Köln ; London ; Paris, Taschen, 2003, 695 p. (ISBN 3-8228-1733-3, BNF 38971234), prix Paul-Marmottan 2003
- Papierpaläste. Illustrierte Architekturtheorie des 15. bis 18. Jahrhunderts. Katalog zur Ausstellung vom 16. März bis 14. Mai 2005 in der Universitätsbibliothek Albertina (Schriften aus der Universitätsbibliothek, 9), Leipzig 2005
- Sandro Botticelli. Munich 2005 [allemand]; 2005 [anglais], 2e éd. 2015
- "Speicher der Erinnerung". Die mittelalterlichen Ausstattungsstücke der Leipziger Universitätskirche St. Pauli, 2005 [editor]
- Leonardos Mona Lisa. Vom Porträt zur Ikone der Freien Welt (Wagenbachs Taschenbuch Band 552). Verlag Klaus Wagenbach, Berlin 2006,  (ISBN 978-3-8031-2552-1)
- Georg Wünschmann (1868–1937). Ein Leipziger Architekt und die Pluralität der Stile, Leipzig 2006 [editor]
- Michelangelo – Das vollständige Werk. (avec Christof Thönes et Thomas Pöpper), Cologne 2007
- Griffelkunst. Mythos, Traum und Liebe in Max Klingers Grafik. Plöttner Verlag, Leipzig 2007,  (ISBN 978-3938442319)
- Bewegung und Ausdruck bei Leonardo da Vinci. Plöttner Verlag, Leipzig 2009,  (ISBN 978-3938442692)
- Tübke Stiftung Leipzig. Bestandskatalog der Zeichnungen und Aquarelle. Plöttner Verlag, Leipzig 2009, [editor]  (ISBN 978-3938442739)
- Sur le Salvator Mundi de Vinci, 2013

## Distinctions
- Prix des sciences de Leipzig, Académie des sciences de Saxe, 2009